# Cursa nebunilor (film)
Rat Race este un film american de comedie din 2001 regizat de Jerry Zucker. Inspirat din clasicul din 1963 al lui Stanley Kramer It's a Mad, Mad, Mad, Mad World, filmul prezintă mai mulți actori de rol principal printre care Rowan Atkinson, Whoopi Goldberg, Cuba Gooding Jr., Jon Lovitz, Kathy Najimy, Lanai Chapman, Breckin Meyer, Amy Smart , Seth Green, Vince Vieluf, Wayne Knight, John Cleese și Dave Thomas.
Filmul se concentrează pe șase echipe de oameni cărora li se oferă sarcina de a parcurge 903 km (566 mile) de la un cazinou din Las Vegas la o gară din Silver City, New Mexico, unde un depozit de depozitare conține o pungă cu două milioane de dolari. Fiecare echipă primește o cheie la depozit, iar prima persoană care ajunge la depozit primește bani.

## Legături externe
- Cursa nebunilor la Internet Movie Database
- Cursa nebunilor (film) la TCM Movie Database
- Cursa nebunilor (film) la AllRovi
- Cursa nebunilor la Box Office Mojo
- Cursa nebunilor (film) la Rotten Tomatoes
- Cursa nebunilor (film) la Metacritic